# Caroline Lemos
Caroline Lemos – brazylijska zapaśniczka. Zdobyła brązowy medal mistrzostw panamerykańskich w 2005, piąta w 2006 roku.